# Kelvin Graham
Kelvin Graham, född den 27 april 1964, är en australisk kanotist.
Han tog OS-brons i K-2 1000 meter i samband med de olympiska kanottävlingarna 1988 i Seoul.
Han tog därefter OS-brons i K-4 1000 meter i samband med de olympiska kanottävlingarna 1992 i Barcelona.